# Telyčka (stanice metra v Kyjevě)
Telyčka (ukrajinsky Теличка, Telyčka) je stanice kyjevského metra, která zatím není otevřená a nachází se na Syrecko-Pečerské lince mezi stanicemi Vydubyči a Slavutyč.

## Historie
Stanice se začala stavět v 90. letech a měla obsluhovat budoucí průmyslovou zónu Telyčka. Stanice je nyní využívaná jako technická stanice. Výstavba se ale zastavila a už se nikdy neobnovila, ze stanice zbyly pilíře mezi kolejištěm a obrysy nástupišť. Stanice by mohla být uvedena do provozu, pokud v nové čtvrti bude velká dopravní poptávka, kterou pozemní doprava nebude zvládat.

## Charakteristika
Stanice bude dvojlodní. Uprostřed stanice se budou nacházet východy pod Jižním mostem.